# Un original y veinte copias
Un original y veinte copias é uma telenovela mexicana, produzida pela Televisa e exibida pelo El Canal de las Estrellas entre 25 de abril e 5 de setembro de 1978 .
Foi a primeira mini telenovela semanal exibida nas terças feiras.

## Elenco
- César Bono - Totopos
- Julieta Bracho - María
- Antonio Brillas - Chino Villegas
- Gina Montes - Patty
- Teo Tapia - Sr. Romano
- Eduardo Alcaraz - Dr. Osorio
- Patricia Ancira - Katty
- Sergio Bustamante - Sr. Legorreta
- Zully Keith - Marilú
- Mauricio Herrera - Gustavo
- Delia Magaña - Juventina
- Carlos Riquelme - Donato
- Luis Couturier - Varaltedelc
- Guillermo Orea - Victorio Pérez
- Rubén Calderón - Teófilo
- Alvaro Carcaño - "El Borrachito"
- Enrique Grey - Ingeniero Pacheco
- María Hidalgo - Carracuda
- Irlanda Mora - Teresa
- Alfredo Vergara - Osorio
- Irma Yanire - Estela